# Сердцевина пальмы
Сердцеви́на па́льмы, пальмито — съедобный продукт, полученный из почки или внутренности стебля кокосовой пальмы, пальмы асаи, персиковой пальмы, акантофеникса красного.
Чтобы добыть его, приходится срезать молодое дерево полностью и очищать от коры, чем обусловлена дороговизна продукта. Крупнейшим производителей сердцевины пальмы является Южная Америка, в основном Эквадор и Бразилия. Крупнейший импортёр — Франция.
Сверху сердцевина пальмы покрыта корочкой, по вкусу напоминающей бамбук, а внутри имеет нежную мякоть кремовой консистенции. Используется в консервированном виде для салатов, в частности для салата «миллионер», а также как дополнение к горячим блюдам и закускам.